# Кети Бејтс
Кетлин Дојл Бејтс (енгл. Kathleen Doyle Bates) је америчка глумица и режисер, рођена 28. јуна 1948. године у Мемфису, Тенеси.
Најпознатији филмови и телевизијске серије са учешћем Кети Бејтс: Мизери (1990), Врели дани у Алабами (1991), Долорес Клејборн (1995), Поноћна смена (1996), Титаник (1997), Председничке боје (1998), Трећи камен од Сунца (1999), Све о Шмиту (2002), Шест стопа под земљом (2003—2005), Ворм Спрингс (2005), Необични рођаци (2006), Алиса у земљи чуда (2009), Ђавоља адвокатица (2011—2012), Два и по мушкарца (2012), Америчка хорор прича (2013—2019) и Случај Ричарда Џуела (2019).
Дана 20. септембра 2016. Кети Бејтс је одликована звездом на холивудском Булевару славних.